# Ortigueira (Brasile)
Ortigueira è un comune del Brasile nello Stato del Paraná, parte della mesoregione del Centro Oriental Paranaense e della microregione di Telêmaco Borba. La città si trova a 216 km dalla capitale Curitiba.